# Xyloplax turnerae
Xyloplax turnerae is een zeester uit de vooralsnog soortenarme groep van de zeemadeliefjes (Concentricycloidea).
De wetenschappelijke naam van de soort werd in 1988 gepubliceerd door Francis Rowe, Alan Baker & Helen Shearburn Clark. Het materiaal waarop de naam gebaseerd werd, was onder leiding van Ruth Turner al tussen 1977 en 1980 verzameld bij de Bahama's in de Atlantische Oceaan, maar onopgemerkt gebleven totdat de protoloog van Xyloplax medusiformis verscheen. De soort werd vernoemd naar Turner, die het nieuwe taxon over het hoofd had gezien.